# Lilla Bjurum
Lilla Bjurum är ett före detta officersboställe i Vättlösa socken i Götene kommun. Byggnaden, som uppfördes år 1737–1738, förklarades som statligt byggnadsminne 1935 och övergick till enskilt byggnadsminne den 28 januari 1994.

## Historia
Lilla Bjurum var under medeltiden en befäst gård med omgivande vallgrav, vilken ännu är synlig. Gården var 1645 i ätten Ekeblads ägo och övertogs senare av riksrådet Harald Stake. Efter dennes död reducerades gården och indelades till överstelöjtnantsboställe. Senare blev Lilla Bjurum översteboställe.
Huvudbyggnaden påbörjades 1737 och fullbordades 1738 enligt två inskriftstavlor, som flankerar ingången. Huset byggdes enligt militära boställsritningar från 1730-talet och bestod av en stenmurad våning. Den panelklädda övervåningen tillbyggdes senare efter Gustaf af Silléns normalritning för översteboställen från år 1800. En flygelbyggnad revs efter K. Maj:ts tillstånd 1955.
Till byggnadsminnet hör ett före detta stall med vagnbod, troligen från 1700-talet. En 1700-talsflygel revs på 1990-talet, den var då svårt förfallen och hade senast använts som mejeri under första delen av 1900-talet.

## Beskrivning
Lilla Bjurum var under medeltiden en befäst gård med omgivande vallgrav. Denna är ännu mer eller mindre synlig och omsluter platsen för huvudbyggnaden som står på en liten höjd. Endast huvudbyggnaden och före detta stallet/vagnboden strax utanför vallgraven återstår av mangårdens byggnader, en 1700-talsflygel har rivits på 1990-talet. Gårdsmiljön påminner om en engelsk park där den ligger väl inbäddad av stora lövträd, och vallgraven är mot norr uppdämd i en vattenspegel. Den grustäckta gårdsplanen framför huvudbyggnaden är mera symmetriskt arrangerad med en hjärtformad plantering framför huset och fyra tujor placerade längs fasaden. I övrigt är marken gräsklädd.
Gårdsplanen avgränsas mot nordväst av vallgraven, som här rätats ut och löper i rät vinkel mot det axiella arrangemang i nordvästlig riktning som bildas av den långa uppfartsvägen med huvudbyggnaden i fonden. Vallgravens överfart kantas på vardera sidan av två grovt huggna stenpollare förbundna med kedjor. På nordvästra sidan sidan står två vitputsade grindstolpar på en låg stenmur. På norra sidan vägen står det så kallade "adjutantstallet" och vagnboden i timmer med vasstak. En allé tar vid och följer uppfartsvägen till den plats där denna ansluter till landsvägen, här står ytterligare ett par vitputsade grindstolpar. Ett stycke mot nordväst ligger gårdens före detta ekonomibyggnader på södra sidan vägen och före detta arrendatorsbostaden på den norra sidan.
Mangårdsbyggnaden är uppförd i två våningar med källarvåning. Bottenvåningen är av sten med slätputsade fasader, uppförd 1737–1738. Övervåningen av timmer med locklistpaneler tillkom cirka 1800. Fasadkulören är ljus, bottenvåningen gulvit och övervåningen närmast vit.
I nedre hallen är en stenplatta med Fredrik I:s monogram i rött uppsatt. Interiören bevarar i stor utsträckning äldre inredning, såsom flera kakelugnar från 1800-talets förra hälft varav en mönstrad, spegeldörrar och listverk. Det gamla köket i bottenvåningen har kvar sin spiskåpa.
Före detta stallet och vagnboden är uppförd av rödfärgat timmer under vasstäckt sadeltak. Byggnaden kallades av gammalt adjutantstallet, och är troligen uppförd under 1700-talet.